# Hay-on-Wye
Hay-on-Wye (walisisk: Y Gelli Gandryll) er en markedsby i Powys, Wales (i det tidligere county og distrikt Brecknockshire). Den kaldes ofte bøgernes by, eftersom den har hele 41 boghandler, hvoraf de fleste sælger brugte bøger. Byen har 1.469 indbyggere (2001 konsensus) og der er derved ingen andre byer, der har et lignende højt forhold mellem boghandlere og indbyggere. Byen rummer også ruinerne af Hay Castle, der blev grundlagt i omkring år 1100.
Bebyggelsen fortsætter ind over grænsen til England, hvor den heder Cusop. De to dele administreres hver for sig.
Første gang der er refereret til bebyggelsen er mellem 1135 og 1147 under navnet "Haya" og senere, i 1299, bliver "La Haye" brugt. I 1500-tallet var byen kendt som "Hay" og brugen af floden som suffiks er en senere tilføjelse. I 1215 kendes det walisiske navn "Gelli" og "Gelli gandrell" i 1614, og de to navn har muligvis været brugt sideløbende indtil 1625. Det engelsk navn "Hay" er afledt af det angelsaksiske ord "haeg", som muligvis betyder "indhegnet område", et navneord som blev brugt i den Angelsaksiske og normanniske periode for et aflukket skovstykke. Det walisiske "Gelli" har en række betydninger inklusive træbevoksede arealer i forskellig udstrækning.

## Kongen af Hay-on-Wye
Fænomenet med boghandler er et nyt element i byen. Det startede da den bibliofile Richard Booth den 1. april 1977 som et PR-stunt erklærede Hay-on-Wye som et selvstændigt kongerige, med sig selv som konge. At han ikke valgte den mere logiske titel præsident skyldes antagelig, at der kan gøres mere ud af en kongetitel; han lader sig blandt andet afbilde på "officielle" fotografier med en svupper som scepter. Han indsatte også sin hest som statsminister fra samme dato. 
Byen udviklede herefter en del turisme baseret på litterær interesse, hvilket nogle tilskriver Booth.